# ラッセル・ホーバン
ラッセル・ホーバン（Russell Conwell Hoban,1925年2月4日 – 2011年12月13日）は、アメリカ合衆国の児童文学作家、SF作家である。

## 人物
1925年、アメリカ合衆国ペンシルベニア州ランスデール生まれ。両親はウクライナ・オストロフ からのユダヤ系移民の家系。イラストレーターの妻リリアン・ホーバンとの共作も多い。
1974年にウィットブレッド賞、1982年にジョン・W・キャンベル記念賞、1983年にディトマー賞を受賞した。2011年にロンドンで死去。

## 受賞歴
- ウィットブレッド賞児童文学部門 1974年　クェンティン・ブレイクイラスト（『さすがのナジョーク船長もトムには手も足もでなかったこと』How Tom Beat Captain Najork and his Hired Sportsmenに対して）
- ジョン・W・キャンベル記念賞 1982年　（Riddley Walkerに対して）
- ディトマー賞国際部門 1983年　（Riddley Walkerに対して）

## 主な作品

### 一般向け小説
- The Lion of Boaz-Jachin and Jachin-Boaz（『ボアズ＝ヤキンのライオン』） (1973)
- en:Kleinzeit (1974)
- Turtle Diary（『それぞれの海へ』） (1975)
- en:Riddley Walker (1980)
- en:Pilgermann (1983)
- en:The Medusa Frequency (1987)
- Fremder (1996)
- Mr. Rinyo-Clacton's Offer (1998)
- Angelica's Grotto (1999)
- en:Amaryllis Night and Day (2001)
- The Bat Tattoo (2002)
- Her Name Was Lola (2003)
- Come Dance with Me (2005)
- Linger Awhile (2006)
- My Tango with Barbara Strozzi (2007)
- Angelica Lost and Found (2010)

### 児童向け作品
- "Frances the Badger"シリーズ: Bedtime for Frances（『おやすみなさいフランシス』）, Bread and Jam for Frances（『ジャムつきパンとフランシス』） (1960–1970)
- en:The Mouse and His Child (1968)( 映画)
- en:Emmet Otter's Jug-Band Christmas (1971) ( テレビ)
- Egg Thoughts and Other Frances Songs (1972) (詩)
- How Tom Beat Captain Najork and his Hired Sportsmen 『さすがのナジョーク船長もトムには手も足もでなかったこと』(1974)
- A Near Thing for Captain Najork (1975)
- La Corona and the Tin Frog (1979)
- en:The Marzipan Pig (1986)
- The Trokeville Way (1996)
- The Last of the Wallendas (1997) (詩)

### その他の作品
- The Carrier Frequency (1984)
- "Deadtime Stories for Big Folk": Deadsy and the Sexo-Chanjo、Door (1989, 1990) (David Andersonのアニメーション映画の台本)
- en:The Second Mrs Kong (1994) (ハリソン・バートウィッスル作曲のオペラの台本)
- The Moment under The Moment (1992)

### 映画化された作品
- en:Turtle Diary (1985)

## 日本語訳された作品
- おやすみなさいフランシス ラッセル・ホーバン 文,ガース・ウィリアムズ 絵,まつおかきょうこ 訳 福音館書店 1966 (世界傑作絵本シリーズ)
- フランシスのいえで ラッセル・ホーバン さく,まつおかきょうこ やく,リリアン・ホーバン え 日本パブリッシング 1971
- ジャムつきパンとフランシス ラッセル・ホーバン さく,まつおかきょうこ やく,リリアン・ホーバン え 日本パブリッシング 1971
- フランシスとたんじょうび ラッセル・ホーバン さく,リリアン・ホーバン え,まつおかきょうこ やく 日本パブリッシング 1972 (フランシス絵本シリーズ)
- フランシスのおともだち ラッセル・ホーバン さく,リリアン・ホーバン え,まつおかきょうこ やく 日本パブリッシング 1972 (フランシス絵本シリーズ)
- 『エミットとかあさんの歌』文研子どもランド、谷口由美子訳、文研出版、1978年
- 『親子ネズミの冒険』児童図書館・文学の部屋、乾侑美子訳、評論社、1978年
- 『ハービーのかくれが』あかねせかいの本、谷口由美子訳、あかね書房、1979年
- 『さすがのナジョーク船長もトムには手も足もでなかったこと』児童図書館・絵本の部屋、クェンティン・ブレイク絵、評論社、1980年
- 『それぞれの海へ』文学の部屋、乾侑美子訳、評論社、1987年
- 『ボアズ＝ヤキンのライオン』ハヤカワ文庫、荒俣宏訳、早川書房、1984年
- 『ジョンのふしぎなぼうけん』世界の絵本ライブラリー、パトリク・ベンソン絵、金の星社、1995年
- 『The dancing tigers』デイヴィッド・ジェントルマン絵、新世研、1999年
- 『あこがれの星をめざして』児童図書館・絵本の部屋、パトリク・ベンソン絵、評論社、1999年
- 『あやうし、カミナリ山！』あかね・新読み物シリーズ、クェンティン・ブレイク絵、東春見訳、あかね書房、2000年
- 『わにのアーサーおよばれにいく』ジェームズ・マーシャル(en:James Marshall (author))絵、さかいきみこ訳、偕成社、2001年
- 『むしゃくしゃかぞく』リリアン・ホーバン絵、福本友美子訳、あすなろ書房、2003年
- 『池のほとりのなかまたち』松波佐知子訳、徳間書店、2004年
- 『フランシスとたんじょうび』リリアン・ホーバン絵、まつおかきょうこ訳、好学社、2011年
- 『ジャムつきパンとフランシス』リリアン・ホーバン絵、まつおかきょうこ訳、好学社、2011年